# 格奥格·尼德迈尔
格奥格·尼德迈尔是一名从拜仁慕尼黑租借到斯图加特效力的德国足球运动员。

## 职业生涯
他从2003年开始为拜仁慕尼黑二队效力，并很快加入了他的第一支球队。他在2008年8月对阵汉堡和多特蒙德的德甲联赛以及后来对阵里昂的欧洲冠军联赛中扮演着未上场的替补角色。
在2009年7月30日，他被租借到斯图加特直至2010年7月。